# Francisco de Melo Franco
Francisco de Melo Franco (Paracatu, 17 de setembro de 1757 – perto de Ubatuba (no mar), 22 de julho de 1822) foi um médico português, formado em Medicina pela Universidade de Coimbra, pioneiro no campo da puericultura e um dos mais importantes médicos na corte portuguesa da sua época. É autor de um conjunto de influentes obras no campo da medicina e da filosofia política.

## Biografia
Nasceu em Paracatu, em Minas Gerais, filho do português João de Mello Franco, um comerciante que fez fortuna na região através da mineração e da criação de gado, e de sua esposa Ana de Oliveira Caldeira. Fez parte da elite brasileira que partiu para Portugal para estudar na Universidade de Coimbra, tendo cursado Medicina.
Ainda estudante, aderiu ao ideário do liberalismo, tendo sido preso e condenado pelo Tribunal da Inquisição, acusado de herege, naturalista e dogmático em auto de fé realizado em 1781. A condenação pelo Santo Ofício resultou de ter sido denunciado como defensor de proposições heréticas e sediciosas. Foi condenado pelos inquisidores a cinco anos de reclusão no convento de Rilhafoles, em Lisboa, dos quais cumpriu apenas um, sendo libertado em 1782. Nesse mesmo ano casou-se em Lisboa com Rita Umbelina de Castro, natural de Coimbra. Foi depois autorizado a retomar a frequência do curso de Medicina em Coimbra.
Terminado o curso médico em 1786, fixou-se em Lisboa onde ganhou reputação de clínico notável. A pedido de uma representação do Conselho de Estado, assinou em 1792, com 16 outros médicos, o atestado de incapacidade da rainha D. Maria I para expedir negócios do governo, abrindo caminho à regência do futuro D. João VI de Portugal.
Por alvará de 9 de Junho de 1793, foi nomeado médico honorário da Real Câmara e por alvará de 3 de Agosto de 1796 recebeu o foro de cavaleiro fidalgo. Tornou-se sócio-correspondente da Academia Real das Ciências de Lisboa, passando a colaborar regulamente com aquela instituição em matérias de medicina e ciências naturais.
Entre as suas obras mais influentes conta-se um manual de puericultura, intitulado Tratado da educação física dos meninos, para uso da nação portuguesa, considerado como a primeira obra lusófona dedicada exclusivamente à puericultura, contendo noções úteis aos profissionais e para os pais. A obra teve múltiplas edições, entre as quais uma produzida por José Martinho da Rocha em 1946.
Outra obra influente foi o livro intitulado Elementos de Higiene ou dictames theoreticos, e practicos para conservar a saude e prolongar a vida, publicado em Lisboa no ano de 1814, com pelo menos três reedições. 
Foi o secreto autor da polémica obra intitulada Medicina Theologica ou súplica humilde feita a todos os senhores Confessores e Directores sobre o modo de proceder com os seus penitentes na emenda dos peccados, principalmente da lascívia, cólera e bebedice (1794), onde o autor se apoia nas mais avançadas discussões médicas do seu tempo para demonstrar a ineficácia dos remédios morais aplicados pelos teólogos no combate aos pecados, elegendo o campo somático como a principal causa das paixões, razão pela qual a salvação da alma passaria a depender da saúde do corpo. Esta obra foi publicada anónima e, apesar de aprovada pela Real Mesa da Comissão Geral sobre o Exame e Censura de Livros, suscitou tais apreensões nos poderes públicos, especialmente no intendente-geral da polícia Diogo Inácio de Pina Manique, que foi suprimida, e a própria Real Mesa dissolvida e extinta em decreto de 17 de Dezembro de 1794. O autor nada sofreu, porque a sua verdadeira identidade não foi descoberta.
Para além das obras científicas, tinha corrido como manuscrito anónimo, ainda estudante de Coimbra, a sua sátira O Reino da Estupidez (1785), que mais tarde foi impressa em Paris em 1819 e 1821 e, no ano da sua morte, em Lisboa (1822). 
Em 1817 mudou-se para o Brasil, tendo acompanhado a princesa-consorte Maria Leopoldina de Áustria na sua viagem para o Rio de Janeiro, tendo-se fixado naquela cidade.
Morreu perto de Ubatuba, durante uma viagem marítima de Santos para o Rio de Janeiro.
Foi agraciado com o grau de comendador da Ordem de Cristo.